# Якунадзе, Дурсун Рушенович
Дурсун Рушенович Якунадзе (1909 год, село Гонио, Батумская область, Российская империя — 1966 год, село Гонио, Кобулетский район, Аджарская АССР, Грузинская ССР) — бригадир колхоза имени Андреева Батумского района Аджарской АССР, Грузинская ССР. Герой Социалистического Труда (1949).

## Биография
Родился в 1909 году в крестьянской семье в селе Гонио Батумской области (сегодня в городских границах Батуми). После окончания местной сельской школы трудился в частном сельском хозяйстве. Во время коллективизации одним из первых вступил в местный колхоз имени Андреева Батумского района. В послевоенные годы возглавлял бригаду, которая трудилась в цитрусовом саду.
В 1948 году бригада под руководством Дурсуна Якунадзе собрала в среднем с каждого дерева по 370 апельсинов с 1500 плодоносящих деревьев. Указом Президиума Верховного Совета СССР от 29 августа 1949 года удостоен звания Героя Социалистического Труда за «получение высоких урожаев сортового зелёного чайного листа и цитрусовых плодов в 1949 году» с вручением ордена Ленина и золотой медали «Серп и Молот» (№ 4515).
Этим же Указом званием Героя Социалистического Труда были награждены труженики колхоза имени Андреева звеньевой Салих Османович Бакуридзе и колхозник Кадир Хушутович Какабадзе.
Проживал в родном селе Гонио (с 2013 года в составе городских границ Батуми). Умер в 1966 году.